# Lịch sử Lào (trước năm 1945)
Nước Lào chỉ bắt đầu từ năm 1945. Ý tưởng về một quốc gia Lào riêng biệt được hình thành từ thế kỷ 19, khi những tư tưởng phương tây về đặc tính quốc gia lan tới Đông Nam Á, và khi những bộ tộc nói tiếng Lào bị áp lực từ hai quốc gia mạnh hơn và có ý đồ bành trướng ở bên cạnh là Xiêm (Thái Lan) và Việt Nam. Biên giới hiện nay của Lào được người Pháp vẽ ra năm 1893 và 1904. Hiện nay "Lịch sử Lào" chính thức được tính từ Vương quốc Lān Xāng, được thành lập năm 1353. Nhưng trên thực tế, Lào có lịch sử chung với người Xiêm và các dân tộc khác thuộc nhóm ngôn ngữ Thái, và Lān Xāng chỉ là một trong một số vương quốc Thái trong một vùng có một sự thống nhất ngôn ngữ và văn hoá rộng trước khi các cường quốc bên ngoài xuất hiện.

## Sơ khởi

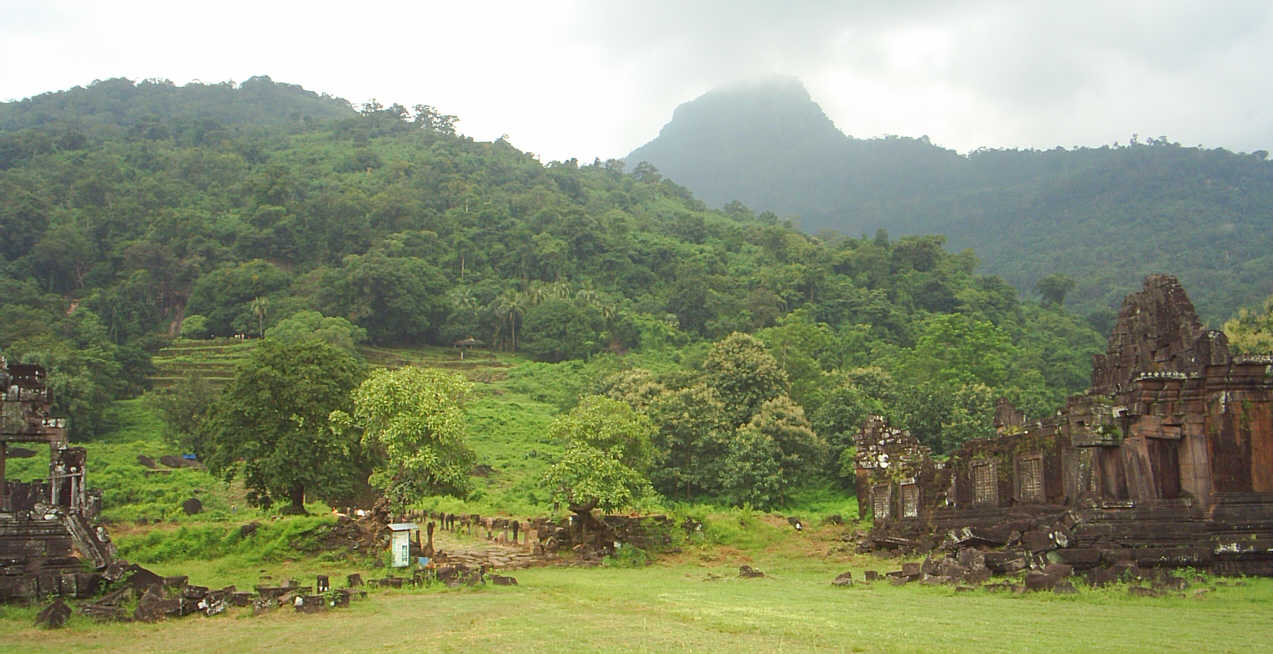
Tàn tích của đền Khmer tại Wat Phū, gần Champasak phía nam Lào

Thái là nhóm ngôn ngữ có nguồn gốc từ nam Trung Quốc, gồm người Lào, Xiêm, người Lự ở đông bắc Miến Điện, người Choang ở tỉnh Quảng Tây Trung Quốc và người Thổ, người Nùng ở vùng núi phía bắc Việt Nam. Trong thiên niên kỷ đầu tiên sau công nguyên, dưới áp lực bành trướng của người Hán Trung Quốc, người Thái bắt đầu di cư xuống vùng Đông Nam Á. Họ thế chỗ những dân tộc vốn sống ở đó từ trước (gồm cả nền văn hoá ở thời kỳ đồ sắt với những người đã tạo ra những chiếc chum đá khổng lồ đã thành tên cho vùng Cánh đồng Chum ở trung tâm nước Lào). Sông Mekong chảy xuyên qua nước Lào ngày nay là một con đường di cư chính, nhưng sức mạnh của Đế quốc Khmer (Campuchia) đã ngăn không cho người Thái chiếm vùng đồng bằng sông Cửu Long. Thay vào đó, vùng định cư chính của người Thái nằm xa hơn về phía nam, ở châu thổ sông Chao Phraya, nơi họ lập nên nhiều vương quốc tiền thân của nước Xiêm hiện đại hay Thái Lan.
Trong thiên niên kỷ đầu tiên sau công nguyên, các dân tộc Thái vẫn còn được tổ chức một cách lỏng lẻo thành nhiều thực thể nhỏ gọi là muang (mường) hay mandalas. Họ bị ảnh hưởng nhiều từ những nền văn hoá văn minh hơn ở xung quanh: văn hoá Khmer ở phía đông nam, các văn hoá Hindu của Ấn Độ ở phía tây. Đa số các dân tộc Thái chuyển sang một hình thức tôn giáo kiểu Hindu giáo, hiện ta vẫn còn thấy những dấu vết của nó trong các tôn giáo Lào hiện nay. Giữa thế kỷ thứ 6 và thứ 9 công nguyên, Phật giáo bắt đầu lan tới những vùng do người nói tiếng Thái sinh sống, có lẽ qua Miến Điện, và trở thành tôn giáo chính. Nhưng Lào vẫn giữ nhiều tôn giáo duy linh từ thời tiền Phật giáo.
Khi người Thái đã củng cố được vị trí, họ lại phân chia ra thành nhiều nhóm ngôn ngữ phụ. Các ngôn ngữ đó gồm Thái-Lào, trong khoảng thế kỷ 11 và 12 công nguyên từng lan rộng dọc theo vùng trung Châu thổ sông Cửu Long và qua Cao nguyên Khōrāt (hiện nay là vùng Isan đông bắc Thái Lan). Bước tiến về phía nam của họ bị người Khmer chặn lại ở Champāsak, người Khmer đã xây dựng lên những đền tháp vĩ đại ở Wat Phū. Tới lượt Lào lại bị chia ra thành nhiều nhóm, dựa trên địa điểm họ sinh sống và quan hệ của họ với dòng sông. Các nhóm đó gồm Lào Lùm (Lào ở vùng trũng của châu thổ), Lào Thơng (Lào ở những sườn núi dốc) và Lào Sủng (Lào ở trên đỉnh núi). Nhóm cuối này gồm nhiều thiểu số ngôn ngữ chỉ còn giữ quan hệ xa với ngôn ngữ Thái. Lào-Lum, có đất canh tác tốt nhất và có con sông làm đường vận chuyển trở thành nhóm giàu có nhất trong khác dân tộc Thái-Lào. Những sự chia tách này để lại dấu ấn trong lịch sử Lào và vẫn tồn tại đến ngày nay, nhiều nhóm dân tộc Lào-Thoeng và Lào-Sūng rất ít trung thành với nhóm Lào-Lum hiện đang thống trị đất nước.
Sự nổi lên và suy sụp của nhiều quốc gia Lào thời kỳ đầu hiện nay chỉ còn được ghi lại trong truyền thuyết. Vị lãnh đạo đầu tiên được ghi lại trong lịch sử Lào là Khun Lô, có lẽ ông đã chinh phục vùng Luang Phrabāng từ tay những nhóm người không phải Thái vào thế kỷ thứ 12. Bởi vì sông Cửu Long bị chia thành ba vùng vận tải thủy riêng biệt theo độ dốc của nó, giữa Luang Phrabāng và Viêng Chăn (Vientiane) giữa Viêng Chăn và Savannakhēt, ba thành phố đó trở thành những trung tâm riêng biệt "tượng trưng" của Lào-Lum. Mô hình này chỉ bị phá vỡ khi người Mông Cổ xâm lược năm 1253, khi đội quân do Kublai Khan chỉ huy tiến về hạ lưu sông Cửu Long để tấn công vương quốc Khmer. Khi người Mông Cổ rút đi, một vương quốc mới là Sukhothai được người Xiêm dựng lên, sau này nó phát triển thành một nhà nước Xiêm hùng mạnh hơn với thủ đô ở Ayutthaya (được thành lập năm 1351). Vương quốc Lān Nā, đóng đô ở Chiềng Mai gồm cả những đặc trưng Xiêm và Lào cũng được thành lập vào khoảng thời gian này.
Để đáp lại, những vị cai trị Thái-Lào ở Luang Phrabāng (lúc ấy được gọi là Xiang Dong Xiang Thong) lập nên một nhà nước mới, trong khi về danh nghĩa vẫn là nước phụ thuộc của nhà Nguyên (Mông Cổ) ở Trung Quốc, nhưng thực tế nó là lực lượng lãnh đạo các dân tộc Lào. Từ khoảng năm 1271 nước này do triều đình Phrayā cai trị. Khoảng năm 1350 một hoàng tử của triều đình là, Fā Ngum, chạy trốn khỏi triều đình với cha sau một vụ bất hoà và tìm nơi ẩn náu ở chỗ người Khmer tại Angkor, ông đã cưới một công chúa ở đây. Năm 1353 ông quay trở với tư cách chỉ huy một đội quân (có lẽ với sự hỗ trợ của người Khmer), chiếm Xiang Dong Xiang Thong và lập nên một nhà nước Lào mới chiếm toàn bộ vùng châu thổ sông Cửu Long nơi sinh sống của những bộ tộc nói tiếng Lào. Đó chính là Lān Xāng, Vương quốc Triệu voi.

## Vương quốc Lān Xāng
Trong thập kỷ tiếp theo Fā Ngum tìm cách thống nhất toàn bộ nước Lào dưới quyền kiểm soát của ông. Ông chinh phục hầu như toàn bộ cao nguyên Khōrāt, cũng như những vùng lãnh thổ hiện nay là vùng tây bắc Việt Nam. Triều đình Khmer coi ông là một chư hầu, nhưng ông đã thành công trong việc lập lên một vùng ảnh hưởng của Lào bao gồm toàn bộ Champāsak và có lẽ còn kéo dài về phía nam tới tận Stung Treng ở nơi hiện nay là biên giới phía bắc của Campuchia. Vợ ông được cho là người đã đưa Phật giáo tiểu thừa vào trong nước, nhánh Phật giáo này được các nhà sư truyền giáo từ Sri Lanka đưa sang Xiêm trong thế kỷ 13, và từ đó nó lan sang Đế chế Khmer. Tuy nhiên, năm 1368, vợ Fā Ngum chết, chỉ một thời gian ngắn sau khi triều đình nhà Nguyên ở Trung Quốc sụp đổ. Các sự kiện đó đã phá vỡ những mối quan hệ vốn có tác dụng duy trì quyền lực cho Fā Ngum, và năm 1373 ông bị lật đổ bởi một mưu đồ bên trong triều đình và bị thay thế bởi con trai mình là Unheuan, vị vua mới lấy tên là Sāmsaentai ("Vua của 300.000 người Thái").
Lān Xāng không phải là một quốc gia theo nghĩa hiện đại của từ này. Nhà vua ở Xiang Dong Xiang Thong cai trị trực tiếp thành phố đó và vùng xung quanh. Các vị lãnh chúa ở các vùng khác tự đặt ra thuế riêng của họ và tự cai trị theo kiểu mà họ cho là thích hợp. Những trách nhiệm của họ đối với nhà vua chỉ là nộp cống, tham dự các nghi lễ lớn của triều đình, và đưa lực lượng của mình tới giúp vua khi xảy ra chiến tranh. Vì thế Lān Xāng là một liên bang phong kiến lỏng lẻo chứ không phải là một vương quốc tập trung hành chính. Nó có tính linh hoạt rất cao nhưng cũng có nghĩa rằng sự liên kết lẫn nhau phụ thuộc vào cá nhân nhà vua và chính quyền tôn giáo. Trong nửa thế kỷ sau cái chết của Sāmsaentai năm 1416 có hàng loạt những vị vua kém cỏi nối tiếp nhau, và thời huy hoàng của Lān Xāng dần chấm dứt. Tới thế kỷ 15 tất cả các dân tộc Thái phải đối mặt với những thách thức từ các quốc gia mạnh ở xung quanh, người Việt Nam ở phía đông, Miến Điện ở phía tây (người Xiêm Ayutthaya đã tiêu diệt sức mạnh của người Khmer năm 1431). Năm 1479 người Việt Nam xâm lấn lãnh thổ của Lào, cướp phá Luang Phrabāng.
Đối mặt với tình hình đó, vua Vixun (cai trị giai đoạn 1501-20) đã đưa ra hai bước quan trọng nhằm củng cố ngai vàng. Đầu tiên ông ra lệnh viết cuốn biên niên sử hoàng gia được gọi là Nithān Khun Bôrum (Câu chuyện về vua Bôrum), khẳng định tính hợp pháp của triều đình. Thứ hai, ông mang từ Angkor về Lān Xāng nhiều tượng Phật bằng vàng, được gọi là Phra Bāng hay Tượng Phật linh thiêng. (Theo niềm tin dân tộc bức tượng đó đã được đúc ở Sri Lanka vào thế kỷ thứ nhất sau công nguyên và sau đó được dâng lên các vị vua Khmer. Quan điểm hiện nay cho rằng bức tượng đó có nguồn gốc Khmer và niên đại ở giai đoạn Đế chế Khmer.) Hai việc đó nhấn mạnh rằng nhà vua Lān Xāng vừa cai trị bằng quyền thừa kế chính thống từ vị vua huyền thoại Bôrum, vừa bằng những phẩm chất (merit) tốt đẹp của mình, đó là khái niệm then chốt của Phật giáo.
Sau khi Vixun chết, hai vị vua tài giỏi khác là Phōthisālarāt (1520-48) và con trai ông Xētthāthirāt (1548-71) duy trì được sức mạnh và uy thế của vương quốc. Tuy nhiên, năm 1558, cuộc tấn công đầu tiên trong một loạt những cuộc tấn công của người Miến Điện diễn ra. Người Miến Điện cướp phá Chiềng Mai, chấm dứt sự tồn tại độc lập của Lān Nā, và phá huỷ các vùng phía tây Lān Xāng. Để đương đầu, Xētthāthirāt đã lập lên một liên minh với Ayutthaya, và vào năm 1560 ông chuyển thủ đô về hạ lưu dòng sông tới Viêng Chăn, là nơi dễ phòng ngự hơn và gần với đồng minh Xiêm. Ông đã xây dựng ở đó một điện vĩ đại, là Ho Phra Kaeo, ông đưa bức tượng Phật Lục Bảo là vật sùng kính từ xa xưa của quốc gia (được người Lào cứu được khi Chiềng Mai thất thủ) vào đó làm biểu tượng mới của thời cai trị của ông. Phra Bāng bị bỏ lại phía sau ở Xiang Dong Xiang Thong để bảo vệ thành phố, thành phố này hiện được đổi tên thành Luang Phrabāng ("Phra Bāng vĩ đại").
Năm 1569 người Miến Điện lại tấn công, chiếm Ayutthaya và đặt Lān Xāng vào tình trạng nguy hiểm. Người Miến Điện chiếm Viêng Chăn một thời gian ngắn năm 1570, nhưng chỉ sau vài tháng Xētthāthirāt đã buộc họ phải rút lui, và làm tăng uy tín của ông lên cao hơn bao giờ hết. Nhưng những năm sau đó ông lại tìm cách tấn công Campuchia. Trong khi đang thực hiện tham vọng của mình, ông bị giết và quân đội của ông tan rã. Việc này khiến Lān Xāng lại bị để trống không được bảo vệ trước người Miến Điện, và trong 60 năm tiếp sau đó Lān Xāng là vùng phụ thuộc của Miến Điện, thỉnh thoảng nó bị chiếm giữ trực tiếp. Có nhiều giai đoạn không hề có một vị vua nào và nước Lào dường như sẽ bị người Miến Điện hay người Xiêm sáp nhập.
Nhưng vào năm 1637 Surinyavongsā, vị vua vĩ đại nhất và là vua cuối cùng của Lān Xāng, lên ngôi và tái lập nền động lập của vương quốc. Ông thiết lập các quan hệ thân thiện với vua Xiêm là Narai ở Ayutthaya, và liên minh đó đủ mạnh để đối phó với người Miến Điện và người Việt Nam trong nhiều năm. Dưới thời cai trị của ông, vương quốc ngày càng thịnh vượng và Viêng Chăn được xây dựng thêm nhiều đền chùa và cung điện (chỉ một số ít còn tồn tại). Thành phố trở thành trung tâm truyền bá Phật giáo lớn, với các nhà sư từ Xiêm và Campuchia tới học trong các wat (trường) của nó.
Cũng trong thời cai trị của Surinyavongsā những người châu Âu đầu tiên đã đặt chân tới Lào. Một thương gia Hà Lan, Gerritt van Wuysthoff đã đi đường sông từ Phnom Penh tới Lào khoảng năm 1641. Những miêu tả của ông đã gây sự chú ý của các thầy tu dòng Tên, những người luôn nhiệt tình muốn trở thành người đầu tiên dẫn dắt linh hồn cho các dân tộc mới được phát hiện. Nhà truyền giáo đầu tiên, Giovanni-Maria Leria, nhanh chóng nối bước van Wuysthoff và ông đã ở đó sáu năm, học tiếng và nghiên cứu tôn giáo và phong tục Lào. Đa số những hiểu biết về Lān Xāng và giai đoạn lịch sử tiếp sau của nó đều được lấy từ những bản ghi chép của Leria. Ông thuyết phục được một số người cải sang Thiên chúa giáo, nhưng điều thành công hơn cả là ông đã khiến cho thế giới bên ngoài biết về sự giàu mạnh của vương quốc Lào.
Hai hoàn cảnh cùng tác động đã gây ra sự sụp đổ của Lān Xāng. Surinyavongsā chỉ có một người con trai, và ông đã ra lệnh xử tử người này vì tội thông dâm. Vì thế, khi Surinyavongsā chết năm 1694, không có ai là người kế vị và một cuộc chiến giành ngôi diễn ra và các nước lân cận của Lān Xāng cũng nhanh chóng dính dáng vào. Nguyên nhân thứ hai là sự tách biệt của vương quốc. Cả người Xiêm và người Việt Nam đều đã có quan hệ với người châu Âu trong thời gian dài hơn Lào, và đều đã sử dụng súng cầm tay, trong khi nước Lào nằm tách biệt riêng trong lục địa không thể buôn bán trực tiếp với người châu Âu. Bị chia cắt và không có người lãnh đạo, họ không phải là đối thủ tướng xúng với người Xiêm được trang bị súng và những cố vấn châu Âu. Sau một thập kỷ chiến tranh và hỗn loạn, năm 1707 Lān Xāng bị chia thành ba vùng, là các vương quốc chư hầu của người Xiêm ở Luang Phrabāng, Viêng Chăn và Champāsak. Viêng Chăn và Champāsak phải nộp cống cho cả người Việt Nam và người Xiêm - một việc sẽ có tầm quan trọng lớn sau này.
Hiện nay lịch sử chính thức của Lào miêu tả Lān Xāng là quốc gia dân tộc Lào, và vì thế là tổ tiên trực tiếp của nước Lào hiện nay. Quan điểm này vẫn còn phải xem xét nhiều. Không có sự phân biệt thực tế rõ ràng giữa người Xiêm, người Lào và những dân tộc nói tiếng Thái trước thế kỷ 19. Văn hoá và tôn giáo của họ hầu như giống nhau và các ngôn ngữ cũng có liên quan gần gũi. Các vị vua Lān Xāng là người Lào-Lum, nhưng các dân tộc thuộc quyền cai quản của họ lại nói nhiều loại ngôn ngữ, gồm cả tiếng Xiêm, tiếng Khmer và nhiều nhóm ngôn ngữ Lào-Thoeng, Lào-Sūng nhỏ khác. Lào-Lum coi những người Lào ở miền núi là dân kém văn minh (mọi rợ), coi họ là khā (bọn nô lệ) và maeo (bọn man rợ). Nền tảng quyền lực của nhà vua là triều đình và tôn giáo chứ không phải dân tộc hay quốc gia. Khi cần thiết, họ nộp cống cho người Xiêm, người Việt Nam, người Miến Điện nay những vị quan cai trị Trung Quốc với sự sốt sắng như nhau. Như sẽ thấy, chỉ sau khi Lān Xāng sụp đổ, khi người Xiêm đã hấp thụ một số tư tưởng châu Âu về tính ưu việt quốc gia và áp đặt một chế độ bán thuộc địa lên Viêng Chăn Lào, một ý thức dân tộc Lào mới bắt đầu xuất hiện.

## Sự cai trị của người Xiêm và người Việt
Với sự sụp đổ của Lān Xāng, sự chú ý của người châu Âu tới nước Lào giảm sút, và chỉ có một vài người tới đây trong thế kỷ 18. Có ít tài liệu về những sự việc xảy ra bên trong nước Lào ở thời kỳ này. Năm 1763, cuộc xâm lăng lớn nhất của người Miến Điện đã diễn ra. Tất cả các vùng lãnh thổ Lào đều bị chinh phục. Năm 1767, vương quốc Ayutthaya sụp đổ. Một lần nữa, các dân tộc Thái có nguy cơ trở thành thần dân của Miến Điện. Nhưng người Xiêm ngay lập tức phát động một cuộc phản công. Taksin, một vị tướng gốc Hán, đã tổ chức kháng chiến, đẩy lùi người Miến Điện và lập ra một thủ đô mới ở Bangkok, từ đó ông bắt đầu cuộc chinh phục toàn bộ các dân tộc Thái. Taksin tấn công người Miến Điện ở phía bắc năm 1774 và chiếm Chiềng Mai năm 1776, thống nhất vĩnh viễn hai nước Xiêm và Lān Nā. Tướng của Taksin trong chiến dịch này là Thong Duang, được biết đến với danh hiệu Chaophraya Chakri. Năm 1778, Chakri dẫn một đội quân Xiêm khác đi về phía bắc, chiếm Viêng Chăn và lập ra chế độ thống trị Xiêm trên toàn bộ Lào.
Người Xiêm đến Lào không phải với tư cách những người giải phóng. Viêng Chăn bị cướp bóc sạch trơn. Báu vật được tôn kính nhất, Phật Ngọc, bị đem về Bangkok và vẫn ở đó cho tới nay. Vị vua ở Viêng Chăn trốn thoát nhưng đã chết một thời gian ngắn sau đó. Từ đó bắt đầu thời cai trị của các vị vua bù nhìn do Xiêm dựng lên. Nhiều gia đình quý tộc Lào bị lưu đày và bị buộc phải di cư sang đất Xiêm. Champāsak cũng bị đặt dưới quyền kiểm soát của Xiêm, mặc dù một số mường Lào ở miền núi phía đông vẫn tiếp tục triều cống cho triều đình Việt Nam tại Huế. Năm 1792, người Xiêm chiếm Luang Phrabāng, nhưng thủ đô cũ này được đối xử tốt hơn so với những gì đã xảy ra cho Viêng Chăn. Nó không bị cướp phá, và vị vua ở đó vẫn giữ được ngôi vị của mình sau khi đã thần phục người Xiêm.
Năm 1782, Chaophraya Chakri phế truất Taksin khỏi ngôi vua nước Xiêm, lên ngôi và trở thành vua Rama I, lập ra triều Chakri mà hiện vẫn giữ ngôi vị ở Thái Lan. Dưới ảnh hưởng ngày càng tăng từ phía tây, các vị vua triều Chakri bắt đầu chuyển đổi hình thức nước Xiêm vốn gồm nhiều vùng khác nhau thành một quốc gia kiểu hiện đại, dù đây là một quá trình chậm chạp, khó khăn và đã kéo dài hơn một thế kỷ. Ban đầu, các vương quốc Lào ở xa không bị ảnh hưởng nhiều. Họ phải nộp cống và tuân phục Bangkok, và vẫn được để yên.
Trong các năm 1795 và 1828, vương quốc Lào trở thành một nước chư hầu của Việt Nam. Năm 1802, quân nhà Nguyễn phá thành phố Viêng Chăn, và giành quyền kiểm soát vùng bắc Lào.
Vì thế khi vua Ānuvong ở Viêng Chăn, lên ngôi năm 1804, bắt đầu xây dựng lại sức mạnh đất nước, với sự giúp đỡ ngầm từ phía Việt Nam, Bangkok cũng không để ý lắm. Ānuvong xây dựng ngôi chùa Wat Sisakēt tráng lệ để làm biểu tượng cho sự hồi sinh của Lào. Tới năm 1823 ông tin rằng mình đã đủ sức mạnh để gạt bỏ ách thống trị của người Xiêm. Ông dễ dàng chiếm quyền kiểm soát vùng Viêng Chăn, trong khi các đồng minh của mình chiếm Champāsak. Sau đó quân đội Lào vượt sông Mê Kông, với tham vọng giải phóng cao nguyên Khōrāt là nơi các dân tộc nói tiếng Lào sinh sống và tuyên bố độc lập khỏi nước Xiêm. Ānuvong là vị vua Lào đầu tiên đi tiên phong với vai trò một người yêu nước, kêu gọi sự đoàn kết thống nhất và dẫn dắt các bộ tộc Lào. Nhưng những thành công đầu tiên của ông không kéo dài. Vua Luang Phrabāng liên kết với người Xiêm, người Việt Nam không giúp đỡ, và vua Xiêm Rama III huy động quân đội phản công. Năm 1827, quân Lào thua trận chiến quyết định ở phía nam Viêng Chăn. Thành phố (trừ một số đền chùa) bị đốt cháy trụi và dân cư bị trục xuất. Năm sau đó, Ānuvong bị bắt và chết trong tù tại Bangkok. Vương quốc Viêng Chăn bị tiêu diệt hoàn toàn và trở thành một tỉnh của Xiêm: đây là một sự phát triển mới trong lịch sử Thái, phản ánh sức mạnh ngày càng tăng của các tư tưởng châu Âu.
Giữa thế kỷ 19 là khoảng thời gian tồi tệ nhất trong lịch sử Lào. Vua Luang Phrabāng vẫn giữ được độc lập danh nghĩa bằng cách nộp cống cho Trung Quốc và Việt Nam cũng như nước Xiêm. Khi Xiêm phát triển cơ cấu của một quốc gia hiện đại, phần còn lại của lãnh thổ Lào bị Bangkok cai trị trực tiếp theo cách càng ngày càng chặt chẽ và đàn áp. Lãnh thổ Lào thưa thớt dân cư vì những cuộc tái định cư ép buộc, và các thành phố đầy những người dân nhập cư Trung Quốc và Việt Nam. Nếu cuộc khởi nghĩa của Ānuvong cho thấy sự khởi đầu của một tinh thần dân tộc Lào thực sự, thì tới những năm 1860, dường như nước Lào sẽ nhanh chóng đánh mất vai trò của một thực thể quốc gia và trở thành một vùng phụ thuộc của vương quốc Xiêm.

## Sự thành lập nước Lào

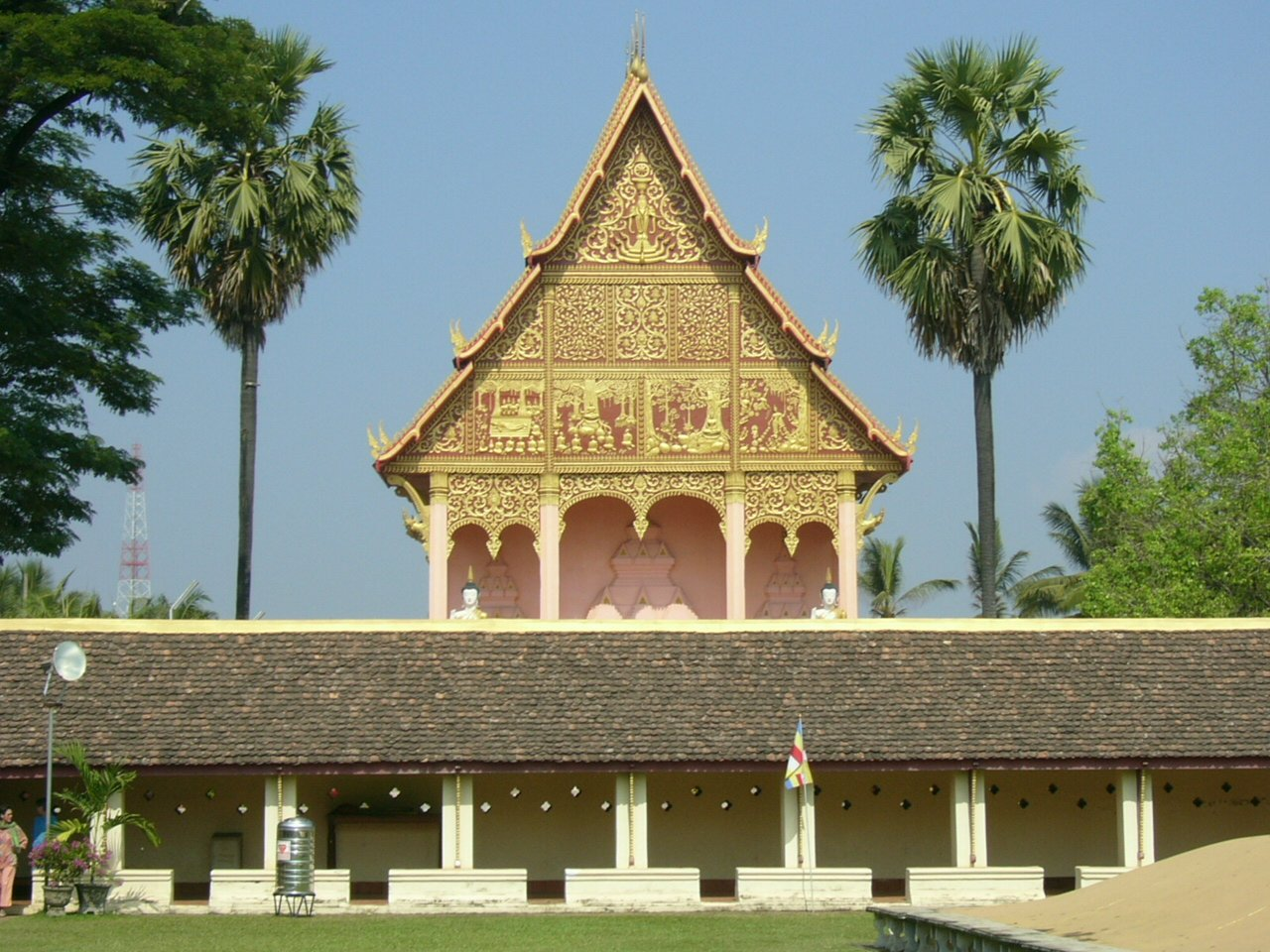
Wat Sisakēt, một trong số những ngôi chùa cổ nhất tại Viêng Chăn

Điều cứu vãn nước Lào chính là sự xuất hiện của chủ nghĩa thực dân châu Âu tại vùng Đông Nam Á. Đây là một điểm mà lịch sử chính thức của Lào, với sự nhấn mạnh vào cuộc đấu tranh chống chủ nghĩa thực dân, không muốn đề cập đến. Nhưng không có sự phủ nhận nào cho thực tế rằng sự chấm dứt thời cai trị của Xiêm đối với các vùng lãnh thổ Lào và sự thành lập nên nhà nước Lào là công của người Pháp, và đó chính là một sản phẩm phụ của tình trạng cạnh tranh giữa hai đế quốc thực dân Anh và Pháp. Không như người Hà Lan và Bồ Đào Nha, hai cường quốc này không chỉ muốn buôn bán với các nước trong vùng Đông Nam Á - họ tìm cách kiểm soát cả lãnh thổ những nước này. Miến Điện, từng là một nỗi sợ hãi ám ảnh của các dân tộc Thái trong nhiều thế kỷ, đã từng bước bị sáp nhập vào Ấn Độ thuộc Anh trong giai đoạn 1826 và 1885. Việt Nam, một nước mạnh khác trong vùng, không chống nổi người Pháp, đã phải chịu một chính quyền bảo hộ được lập lên ở miền Nam Việt Nam và phía đông Campuchia năm 1862 và đến năm 1883 thì kiểm soát toàn bộ vùng lãnh thổ còn lại của Việt Nam.
Những sự phát triển đó báo hiệu những rắc rối cho nước Xiêm, đất nước bị kẹp giữa hai cường quốc thực dân. Dưới thời cai trị của các vị vua có tư tưởng tân tiến Rama IV (1851-68) và Rama V (1868-1910), Xiêm tìm cách biến mình thành một quốc gia hiện đại có khả năng tự bảo vệ độc lập, nhưng các biên giới đã xiêu vẹo của đế chế đa sắc tộc này không còn có thể bảo vệ được nữa. Hiệp ước năm 1883 với vua Tự Đức của Việt Nam trao cho Pháp quyền kiểm soát toàn bộ lãnh thổ phụ thuộc hoặc đã từng phụ thuộc triều đình Huế, và cũng không có gì ngạc nhiên khi họ chọn cách hiểu hiệp ước này theo một nghĩa rất rộng. Đa phần lãnh thổ của Lào từng một thời là những vùng phụ thuộc của Việt Nam, dù trên thực tế thì điều này thường chẳng có ý nghĩa gì cả. Pháp áp đặt một khái niệm quốc gia kiểu châu Âu lên những quan hệ phong kiến đó, và từ đó dựng lên một tuyên bố chủ quyền về lãnh thổ đối với toàn bộ lãnh thổ từng thuộc về vương quốc Lān Xāng.
Người Pháp đóng vai trò chính trong vụ này là Auguste Pavie (1847-1925), ông từng sống 17 năm ở Việt Nam và Campuchia để mở rộng thêm các quyền lợi của Pháp từ khi được bổ nhiệm làm phó lãnh sự ở Luang Phrabāng vào năm 1886. Pavie cũng là một nhà thám hiểm đáng chú ý và là một học giả có tình cảm thực sự với các dân tộc ở Đông Dương, ông cho rằng cần giải phóng họ khỏi tình trạng tách biệt và chế độ phong kiến bằng cách du nhập vào đó các tư tưởng Pháp. Ông coi các vua Xiêm cai trị ở Lào là bọn tham nhũng và áp bức. Khi Luang Phrabāng bị những bộ tộc Thái ở vùng đồi núi tấn công, và những vị quan người Xiêm ở Lào chạy trốn, chính Pavie đã tổ chức phòng thủ thành phố và cứu nguy cho vị vua già Unkham. Nhà vua rất cảm kích và ông để nghị nước Pháp đứng ra bảo hộ thay cho nước Xiêm. Pavie không thể dàn xếp được vụ này dù ông đã thực hiện việc sáp nhập vùng Sipsông Chu nói tiếng Thái vào vùng Việt Nam thuộc Pháp. Pavie gọi công cuộc xây dựng thiện chí với Pháp ở Lào của mình là "cuộc chinh phục những trái tim," nhưng sau chót vẫn phải cần đến vũ lực mới hất cẳng được người Xiêm.
Tới năm 1890 chính quyền Pháp ở Hà Nội, được hỗ trợ bởi một đảng mạnh trong nghị viện Pháp, quyết định sẽ thôn tính toàn bộ nước Xiêm, mà nước Lào chư hầu của nó chỉ là giai đoạn đầu. Năm 1892 Pavie được chỉ định làm Tổng lãnh sự Pháp ở Bangkok, và yêu cầu người Xiêm chấp nhận "những nhà buôn" Pháp tại các thành phố lớn của Lào, từ Luang Phrabāng đến Stung Treng. Pavie biện bạch rằng pháp sẽ yêu cầu quyền bảo hộ đối với toàn bộ lãnh thổ Lào trên cả hai bờ sông Mê Kông. Ông cho rằng điều này sẽ làm suy yếu nước Xiêm, và sau đó việc thôn tính hoàn toàn nước này sẽ xảy ra. Hoàn toàn hiểu rõ những điều người Pháp dự định tiến hành, Xiêm gấp rút đưa quân và các quan cai trị vào trong lãnh thổ Lào, nhưng cơ cấu của nó vẫn chưa đủ phát triển để thực sự nắm chắc được những tỉnh xa xôi đó. Hơn nữa sự tin tưởng của Rama V rằng người Anh sẽ ủng hộ ông trong mọi xung đột với nước Pháp đã bị chứng minh là không có căn cứ.
Tháng 7 năm 1893 những xung đột nhỏ tại biên giới dẫn tới một xung đột vũ trang, với việc các tàu chiến Pháp đi ngược sông Chao Phraya đe dọa Bangkok. Đối mặt với mối đe doạ đó, Xiêm đầu hàng, và Pháp lập lên một chế độ bảo hộ trên toàn vùng phía đông Mê Kông. Năm 1904 lại có xung đột xảy ra, phần lớn do người Pháp. Một lần nữa người Anh lại không giúp đỡ Xiêm và Xiêm buộc phải lùi bước, nhượng lại hai vùng đất phía tây sông Mê Kông là Xainaburī ở phía bắc và Champāsak ở phía nam. Cùng lúc đó, Pháp cắt Stung Treng khỏi Lào để nhập vào Campuchia và thực hiện một số sửa đổi khác về biên giới giữa Lào và Việt Nam. Những thay đổi đó đã thiết lập biên giới Lào từ thời đó đến giờ.
Những người Pháp theo chủ nghĩa bành trướng được Pavie hối thúc muốn tiếp tục gây sức ép để đòi hỏi những vùng đất của các dân tộc nói tiếng Lào ở cao nguyên Khōrāt, nhưng người Anh đã can thiệp vào việc này. Sau khi đã chiếm được quyền kiểm soát Miến Điện và Malaya, họ muốn giữ Xiêm lại làm một quốc gia đệm giữa đế chế của mình và Pháp hơn là cho phép người Pháp thôn tính toàn bộ nước Xiêm. Tới năm 1909, tình hình ở châu Âu đã thay đổi, và Pháp quyết định rằng họ cần nước Anh làm đồng minh để chống lại nước Đức đang ngày càng nổi lên hùng mạnh. Vì thế Paris quyết định rằng nước Xiêm không còn đáng giá các rủi ro khi xung đột với các quyền lợi của Anh quốc.
Vì thế việc nước Pháp ngừng chiếm quyền kiểm soát toàn bộ các vùng lãnh thổ Lào đã tạo nên các biên giới của nước Lào ngày nay - đường biên giới đã trở nên bền vững khi người Anh phản đối bất kỳ sự lấn xâu thêm nào của Pháp vào đất Xiêm. Nhưng nó cũng tạo ra tình huống khó khăn mà người Lào phải đối mặt kể từ lúc đó. Nếu Pháp đã không can thiệp vào mọi công việc nội bộ của Xiêm, thì chắc Lào đã bị sáp nhập lặng lẽ vào một quốc gia Xiêm nói tiếng Thái lớn hơn. Mặt khác, nếu Pháp thành công trong việc tách mọi vùng lãnh thổ Lào khỏi Xiêm, thì có lẽ ngày nay đã có một nước Lào rộng lớn, một sự tái tạo thực sự của Lān Xāng trên cả hai bờ sông Mê Kông với khoảng 20 triệu người. Thay vào đó, nước Lào ngày nay chỉ có 6 triệu người mà chỉ một nửa trong số đó coi tiếng Lào là tiếng mẹ đẻ. Trong khi đó, vùng Isan của Thái Lan có 15 triệu người nói tiếng Lào (ngôn ngữ hiện nay được gọi chính thức là "tiếng Thái Đông Bắc", nhưng nó hầu như giống hệt với tiếng Lào chuẩn). Với sự di dân lớn gần đây từ Isan tới Bangkok, hiện ở Bangkok có nhiều người nói tiếng Lào hơn so với ở Viêng Chăn, thủ đô Lào. Lào hầu như là dân tộc duy nhất không có sự tương đồng giữa sự phân bố về địa lý của họ và các biên giới của cái hiện nay được cho là quốc gia của dân tộc họ.

## Lào thuộc Pháp

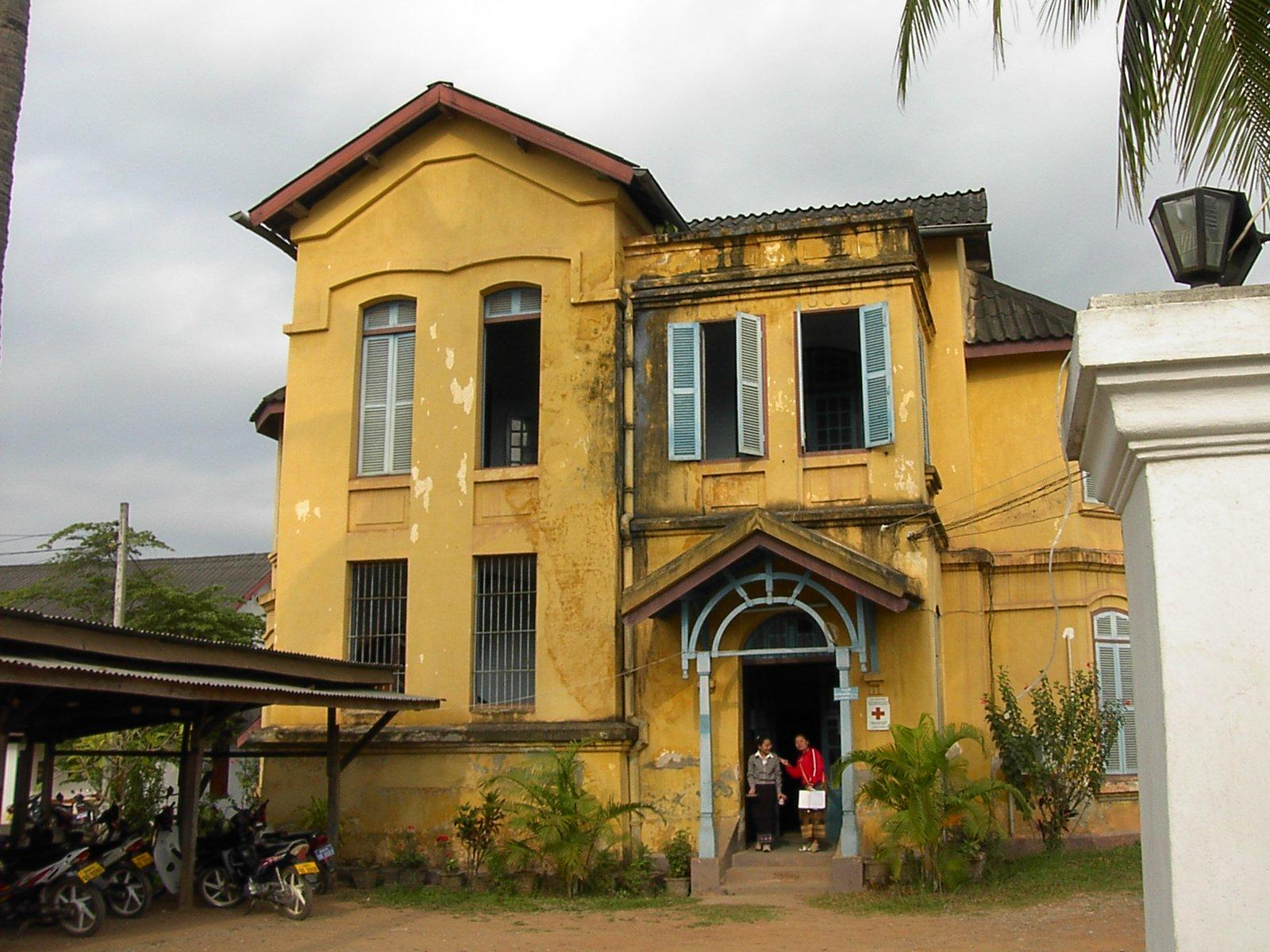
Một kiến trúc thuộc địa Pháp điển hình (nay là trung tâm y tế) tại Luang Phrabāng

Xứ bảo hộ Lào là một vùng đất bảo hộ thuộc Đế quốc thực dân Pháp, bao gồm hầu hết lãnh thổ Vương quốc Lan Xang trước đây. Xứ bảo hộ Lào là một phần của Đông Dương thuộc Pháp từ năm 1893 cho tới khi được trao quyền tự trị nằm trong Liên hiệp Pháp vào năm 1946. Hiệp ước hữu nghị và hợp tác Pháp-Lào ký ngày 22 tháng 10 năm 1953 đã thiết lập Lào là một thành viên độc lập thuộc Liên hiệp Pháp. Với Hiệp định Genève, sau khi Pháp rút khỏi Đông Dương sau cuộc Chiến tranh Đông Dương lần thứ nhất, Lào đã được trao trả độc lập năm 1954.

## Cuộc khủng hoảng Chiến tranh thế giới thứ hai

Tượng Sīsavāngvong, Vua Luang Phrabāng 1904-46, Vua Lào 1946-59 (trong bảo tàng Cung điện Hoàng gia, Luang Phrabāng)

Lào có vẻ được để kệ là một vùng chậm phát triển dễ chịu của Đế chế Pháp và hầu như hoàn toàn không bị các sự kiện bên ngoài ảnh hưởng tới từ năm 1940 trở về trước. Sự sụp đổ của Pháp trước cuộc tấn công của Đức Phát xít là một cú sốc lớn đối với niềm tin của Lào vào khả năng bảo vệ họ của Pháp. Mối đe doạ lớn nhất của Lào lúc ấy là thuyết phục hồi lãnh thổ của Xiêm. Tháng 12, 1940 quân đội của Marshall Phibun ở Bangkok tấn công Đông Dương thuộc pháp với sự ủng hộ ngầm của Nhật Bản, chiếm vùng phía tây Campuchia, và đòi lại Xainaburī cùng Champāsak, vốn từng là một phần của nước Lào thuộc pháp từ năm 1904. Chính quyền Vichy Pháp cho phép quân đội Nhật đóng ở Đông Dương, mặc dù lúc ấy vẫn chưa cho phép vào Lào. Nỗi sợ hãi bị bỏ lại cho thái Lan (khi ấy Phibun đã đổi lại tên thành Xiêm) và Nhật Bản dẫn tới việc thành lập tổ chức quốc gia Lào đầu tiên, Phong trào đổi mới quốc gia, tháng 1 năm 1941, do Phetxarāt lãnh đạo và các viên chức pháp ủng hộ, dù không được chính quyền Vichy ở Hà Nội ủng hộ. Nhóm này viết ra quốc ca Lào hiện nay và thiết kế ra lá cờ Lào bây giờ trong khi lại nghịch lý là thề nguyền ủng hộ nước Pháp.
Các vị trí thức đó tồn tại tới khi Pháp được giải phóng năm 1944, đưa Charles de Gaulle lên nắm quyền. Điều này có nghĩa là chấm dứt đồng minh giữa Nhật và hành chính Pháp ở Đông Dương. Người Nhật không có ý định cho phép người Pháp hất cẳng, và cuối năm 1944 họ thực hiện một cuộc đảo chính ở Hà Nội. Các đơn vị lính pháp chạy qua vùng núi non biên giới sang Lào, bị người Nhật đuổi theo, chiếm Viêng Chăn tháng 3 năm 1945 và Luang Phrabāng trong tháng 4. Vua Sīsavāngvong được người Nhật giữ lại, nhưng con của ông là Thế tử Savāngvatthanā kêu gọi mọi người Lào ủng hộ Pháp và nhiều người Lào đã chết khi chiến đấu cùng với người pháp chống lại những kẻ chiếm đóng Nhật Bản.
Tuy nhiên, hoàng tử Phetxarāt phản đối tình hình này, dù Lào có thể giành lại độc lập với sự trợ giúp của người Nhật, người đã đưa ông lên làm thủ tướng Luang Phrabāng, dù không phải là toàn bộ nước Lào. Trên thực tế đất nước trong tình trạng hỗn loạn và chính phủ của Phetxarāt không có thực quyền. Một nhóm Lào khác, Lao Sēri (Lào tự do), trở thành đồng minh của thái, có nghĩa là ủng hộ người Nhật. Một tình hình phức tạp hơn diễn ra khi một số lực lượng Việt Nam trung thành với lãnh tụ cộng sản Hồ Chí Minh tràn sang. Mặc dù đường lối chính thức của cộng sản ở thời kỳ này là thống nhất mọi lực lượng chống Nhật, người Việt Nam ghét Pháp và vì thế ủng hộ cho chính phủ của Phetxarāt.
Tháng 8, 1945, khi đất nước bị tan rã ra trong một cuộc nội chiến nhiều phía, người Nhật bất ngờ đầu hàng đồng minh. Ở Lào và ở thủ đô nhiều nước mới giành lại độc lập khác ở Đông Nam Á, có một sự tranh giành cướp lấy quyền lực đang bị bỏ trống. Những địch thủ chính là người Pháp theo De Gaulle, các lực lượng du kích của họ đang kiên trì chiến đấu ở nhiều vùng thuộc Lào, và một nhóm Lào theo chủ nghĩa quốc gia mới do Phetxarāt lãnh đạo, nhóm Lào Issara (cũng có nghĩa là Lào tự do). Quân đội đồng minh ở gần đó nhất là nhóm Quốc gia Trung Quốc ở phía nam Trung Quốc, và lực lượng này chuẩn bị tiến về phía nam để nhận sự đầu hàng của Nhật Bản. Hoa Kỳ chính thức phản đối người Pháp tái lập quyền cai trị ở Đông Dương và người Anh cũng không thể giúp đỡ gì được. Nhưng người Pháp không chịu từ bỏ Đông Dương mà không chiến đấu.